# Софинский, Николай Всеволодович
Николай Всеволодович Софинский (род. 10 февраля 1958) — российский дипломат. Чрезвычайный и полномочный посол (2023).

## Биография
Окончил Московский государственный институт международных отношений (МГИМО) МИД СССР (1980). На дипломатической работе с 1990 года. Кандидат исторических наук.
- В 1995—2000 годах — советник-посланник посольства России в Испании.
- В 2000—2003 годах — заместитель директора Департамента Северной Америки МИД России.
- В 2003—2008 годах — генеральный консул России в Хьюстоне (США)[1][2].
- С мая 2008 по февраль 2011 года — заместитель директора Департамента Северной Америки МИД России.
- С 15 февраля 2011 по 19 января 2015 года — чрезвычайный и полномочный посол Российской Федерации в Перу[3][4].
- В 2015—2018 годах — заместитель директора Латиноамериканского департамента МИД России.
- С 10 января 2018 по 5 октября 2020 года — чрезвычайный и полномочный посол Российской Федерации в Уругвае и наблюдатель при Комитете представителей Латиноамериканской ассоциации интеграции по совместительству[5][6].
- В 2020—2023 годах — заместитель директора Латиноамериканского департамента МИД России.
- С 10 февраля 2023 года — чрезвычайный и полномочный посол Российской Федерации в Мексике и Белизе по совместительству[7][8].

## Награды
- Знак отличия «За безупречную службу» XXX лет (4 мая 2022) — За большой вклад в реализацию внешнеполитического курса Российской Федерации и многолетнюю дипломатическую службу[9].

## Дипломатический ранг
- Чрезвычайный и полномочный посланник 2 класса (30 декабря 1996)[10].
- Чрезвычайный и полномочный посланник 1 класса (3 сентября 2018)[11].
- Чрезвычайный и полномочный посол (2 октября 2023)[12].

## Семья
Женат, имеет сына и дочь.